# Bitwa pod Pułtuskiem (1337)
 Bitwa pod Pułtuskiem – bitwa stoczona latem 1337 na przeprawie przez Narew w pobliżu Pułtuska, w której rycerstwo mazowieckie rozgromiło wojska litewskie najeżdżających wschodnie Mazowsze. Bitwa wymieniona jest w Kronice polskiej Marcina Bielskiego, gdzie kronikarz pisze o niej:
"Temi czasy Litwa do Mazowsza wpadła, a gdy u Półtowska przez Narew z plonem się przeprawiali, uderzyła na nie szlachta mazowiecka i tak jedne pobili, a drugie potopili, że ich mało co do domu uszło."
Z krótkiego opisu wynika, że latem 1337 roku wojska litewskie, używając charakterystycznej dla siebie taktyki zaskoczenia nagłym napadem najechały Mazowsze w celach zdobycia łupu. Szybko zmobilizowane pospolite ruszenie Księstwa Mazowieckiego chcąc powstrzymać dalszą grabież, oraz odbić łupy i jeńców, uderzyło strategicznie na przeprawiające się pod Pułtuskiem wojska Litwinów, obciążone zagarniętym łupem.
W wyniku walki siły litewskie zostały zniszczone. Część została zabita, część utonęła w Narwi, jedynie nielicznym udało się wyrwać z potrzasku.